# Дейвид II
Дейвид II Брюс (на шотландски келтски: Dàibhidh Bruis) е крал на Шотландия от 1329 до 1371 г.

## Произход и брак
Роден е на 5 март 1324 г. в Дънфермлин, Графство Файф. Той е най-възрастният син на крал Робърт I и втората му съпруга – Елизабет де Бург. Майка му умира през 1327 г.
В съответствие с договора от Нортхемптън, на 17 юли 1328 г. Дейвид е оженен за английската принцеса Джоан Плантагенет – дъщерята на крал Едуард II и Изабела Вълчицата. По това време принцесата е на 7 години, а Дейвид на 4.

## Крал на Шотландия (1329 – 1371)

### Регентство
Дейвид става крал на Шотландия след смъртта на баща си на 7 юни 1329. Коронован е заедно със съпругата си в Скоун на 24 ноември същата година.
Тъй като по време на възкачването си на престола Дейвид II е малолетен, първите години от управлението му властта е в ръцете на регенти, които водят продължителна борба срещу силите на претендентите за престола от рода Балиол, подкрепяни от англичаните.
Първият регент е сър Томас Рандолф, назначен за протектор на Шотландия с акт от 1318 г. След смъртта на Рандолф през 1332 г. регент става графът на Мер Доналд, който е избран от събранието на шотландските магнати на 2 август 1332. Десет дена след избирането си граф Доналд умира в битката при Дъплин Мур, в която предвожда кралските войски срещу привържениците на рода Балиол. След смъртта на графа регентският пост е зает от сър Андрю Марей, съпруг на сестрата на крал Робърт I. Той обаче е пленен от англичаните при Роксбург през април 1333 г., след което мястото му е заето от сър Арчибалд Дъглас.
Междувременно, след разгрома на шотландците при Дъплин, на 24 септември 1332 г. в Скоун англичаните и шотландските му привърженици короноват за крал на шотландците Едуард Балиол – претендент за короната от рода Балиол и протеже на английския крал Едуард III. Към декември същата година Балиол е принуден да избяга от Шотландия, но на следващата година той се завръща с войските на Едуард III, който нахлува в Шотландия. След победата на англичаните при Халидон Хил през юли 1333 г. Дейвид II и съпругата му са евакуирани от Шотландия и отплават за Франция, където пристигат в Булон на 14 май 1334 г. Във Франция крал Филип IV оказва топъл прием на шотландската кралска двойка. За живота им във Франция не се знае нищо, освен че френският крал им предоставя Шато Гаяр за резиденция и че Дейвид II присъства на кървавата битка между английските и френските войски при Бюронфорс през октомври 1334 г.

### Самостоятелно управление
Дейвид II се завръща в Шотландия през юли 1341 г., след като привържениците му успяват да се наложат в страната. Завръщайки се, Дейвид II поема управлението на кралството в свои ръце. През 1346 г. Дейвид напада Англия, за да помогне на Франция, но е пленен от англичаните в битката при Невилс Крос на 17 октомври 1346 г. Дейвид II е отведен в Англия, където остава да живее в плен в продължение на единадесет години. През това време крал Едуард III позволява на сестра си да посещава съпруга си в Тауър, но тя така и не успява да забременее от Дейвид II.
Англичаните не се отнасят строго с него и започват преговори за освобождаването му. На 3 октомври 1357 г. е подписан договорът от Бъруик, според който шотландците трябва да платят откуп от 100 хил. марки за свободата на своя крал. Договорът е ратифициран и от събранието на шотландския парламент в Скоун на 6 ноември същата година. Дейвид II се завръща отново в Шотландия, но поради бедността в кралството се оказва невъзможно да събере сумата за откупа; изплатени са само няколко вноски и за да се спаси от отговорност, Дейвид II предлага да направи Едуард III или някого от наследниците на английския крал наследник на шотландския престол. За такъв е посочен херцогът на Кларънс Лайнъл, но парламентът на Шотландия отказва да го признае за наследник на короната.
Джоан Плантагенет умира през 1362 г. На 20 февруари 1364 г. Дейвид II се жени повторно за метресата си Маргарет Дръмонд. От този брак не се раждат деца, поради което Дейвид II се развежда с нея на 20 март 1370 г., като причина за това изтъква нейното безплодие. Маргарет обаче пътува до Рим, където убеждава папата да обяви развода ѝ за невалиден.
Дейвид II умира в Единбург на 22 февруари 1371 г. Малко преди това той планира да се ожени за любовницата си Агнес Дънбар. Тъй като не остава свои наследници, короната на Дейвид II e наследена от племенника му Робърт II Стюарт. Така Дейвид II остава в историята като последния представител на династията Брус на шотландския престол.